# RAB13
RAB13‏ (RAB13, member RAS oncogene family) هوَ بروتين يُشَفر بواسطة جين RAB13 في الإنسان.